# Berberis dasystachya
Berberis dasystachya är en berberisväxtart som beskrevs av Carl Maximowicz. Berberis dasystachya ingår i släktet berberisar, och familjen berberisväxter. Inga underarter finns listade i Catalogue of Life.